# Nimród (keresztnév)
A Nimród férfinév eredete bizonytalan, feltételezések szerint asszír eredetű és a jelentése: vadász. Régi magyar mondákban mint a magyarok ősapja, Hunor és Magor atyja szerepel
Viszont a magyar királyi oklevelekben is szerepel a megnevezett ősök között, Atilla saját címzésében önmagát Nimród unokájának vallotta. Ezt valóban megírták a középkorban is, magyar és külföldi utazók, diplomaták.

## Gyakorisága
Az 1990-es években szórványos név, a 2000-es években (2006 óta) az 57–97. leggyakoribb férfinév.

## Névnapok
- február 3. – református naptár szerint
- április 28.[2]
- augusztus 1.[2]
- november 11.[2]

## Híres Nimródok
- Nimród bibliai alak, mezopotámiai király
- Antal Nimród, filmrendező